# Damon Knight
Damon Knight, (19 de septiembre de 1922 - 15 de abril de 2002) fue un escritor, editor y crítico de ciencia ficción. Nació en Baker, Oregón (EE. UU.) aunque creció en Hood River, Oregón.
Siendo un adolescente comenzó a leer revistas de ciencia ficción y fantasía, y pronto formó parte del grupo de aficionados más activo (fándom). Decidido a dedicarse por entero a este tipo de literatura, huyó de casa y se trasladó (como autoestopista) hasta Nueva York, por entonces la sede más importante del mundillo de la CF.
En Nueva York se integra en el grupo de fanes denominado Futurianos, y vive en la casa Futuriana junto con escritores como Frederik Pohl o Donald A. Wollheim. Más tarde publicaría las memorias sobre este periodo de su vida en el libro The Futurians, uno de los trabajos más entretenidos jamás publicados sobre la historia de la ciencia ficción.
Knight publicó su primera historia en 1941 en el marco de las revistas y magazines que los propios Futurianos realizaban. Destacó en el relato corto, siendo su obra de este tipo más conocida Servir al hombre.
A pesar de la abrupta disolución de los Futurianos, Knight siguió ligado al movimiento asociacionista alrededor de la fantasía y la ciencia ficción. Preocupado por profesionalizar el género, en 1965 fundó la Asociación de escritores de ciencia ficción y fantasía de Estados Unidos (SFWA) de la que fue el presidente hasta 1967. Desde este puesto luchó incansablemente por defender los derechos de autor de los escritores de estos géneros, y fue el azote de las malas prácticas en la publicación.
Como editor, realizó numerosas e importantes antologías; pero es sobre todo conocido por sus antologías Orbit, donde debutaron muchos escritores, algunos tan importantes como R. A. Lafferty o Gene Wolfe.
El aspecto probablemente más conocido de su carrera es probablemente su tarea de crítico. Ya en 1939, cuando era un completo desconocido, publicó una fuerte diatriba contra A. E. van Vogt, el autor más aclamado del momento. Knight fue el primer reseñista que intentó realizar crítica de las obras de ciencia ficción desde los parámetros estándar de la literatura. Su carácter mordaz le hizo buscarse no pocos detractores. Sin embargo, su colección de ensayos y reseñas sobre la historia de la ciencia ficción In search of wonder puede considerarse sin ninguna duda el documento fundacional de la crítica moderna de la ciencia ficción.
Además de la crítica, también ejerció de maestro. Junto con
Judith Merrill y James Blish creó la Conferencia de Escritores Millford. Y con su esposa Kate Wilhelm fundó el Taller Clarion de escritores de ciencia ficción y fantasía en el que enseñó durante muchos años. Por él han pasado durante décadas los mejores escritores del género. Sus experiencias en este campo las recogió en Creating Short Fiction, un clásico para cualquier aspirante a escritor.
Knight vivía en Eugene, Oregón, con su esposa cuando la muerte le sorprendió en el año 2002.
Entre otros galardones, posee un premio Hugo, y fue elegido Gran Maestro en 1994. En el año 2002, tras su muerte, la SFWA decidió renombrar en su honor el premio Gran Maestro, que actualmente se denomina Gran Maestro Damon Knight Memorial.
Provocativo, polémico, brillante, irascible, divertido, generoso, paciente, franco... todos estos adjetivos han sido utilizados para describir a Damon Knight, al que se puede considerar sin duda una de las personas que crearon la ciencia ficción moderna.
Knight será también recordado por ser el autor de la definición más recurrente de ciencia ficción: :"... Science Fiction means what we point to when we say it." (Ciencia Ficción es aquello a lo que señalamos cuando decimos ciencia ficción').